# Durango-Durango Emakumeen Saria 2021
La 20e édition de la Durango-Durango Emakumeen Saria a eu lieu le 18 mai 2021. La course fait partie du calendrier international féminin UCI 2021 en catégorie 1.1. Elle est remportée par la Néerlandaise Anna van der Breggen devant sa compatriote Annemiek van Vleuten et la Danoise Cecilie Uttrup Ludwig.

## Équipes
| UCI Women's WorldTeams (8)- Alé BTC Ljubljana - Team BikeExchange - Canyon-SRAM Racing - FDJ-Nouvelle Aquitaine-Futuroscope - Liv Racing - Movistar Team - SD Worx - Trek-Segafredo Équipes féminines continentales (15)- A.R. Monex - Arkéa Pro Cycling Team - BePink - Bizkaia-Durango - Ceratizit-WNT Pro Cycling - Cogeas-Mettler-Look Pro Cycling Team - Doltcini-Van Eyck Sport-Proximus - Farto-BTC - GT Krush Tunap - Instafund Racing - Laboral Kutxa-Fundacion Euskadi - Rally - Stade Rochelais Charente-Maritime Women Cycling - Top Girls Fassa Bortolo - Valcar-Travel & Service Équipe nationale- Chili Équipe régionale et de club- Centre mondial du Cyclisme |
| |

## Récit de la course
Sous une pluie battante, Ane Santesteban et Grace Brown sont les premières à attaquer à quarante kilomètres de l'arrivée. Elles sont toutes deux reprises par le groupe de favorites, duquel Cecilie Uttrup Ludwig parvient à s'extirper seule dans la dernière ascension du jour, la côte de Goiura Gaina. La coureuse Danoise est finalement rejointe puis distancée par la championne d'Europe Annemiek van Vleuten et la championne du monde Anna van der Breggen, à 10 kilomètres de l'arrivée. Ces dernières se disputent le sprint final, malgré le retour de Cecilie Uttrup Ludwig dans les derniers hectomètres. La coureuse de la SD Worx l'emporte devant sa compatriote, pour la deuxième fois en quelques jours après le Gran Premio Ciudad de Eibar.

## Classements

### Classement final
| \| Classement général \| Classement général \| Classement général \| Classement général \| Classement général \| \| Coureuse \| Coureuse \| Pays \| Équipe \| Temps \| \| ------------------ \| --------------------- \| ------------------ \| ---------------------------------- \| ------------------ \| \| 1re \| Anna van der Breggen \| Pays-Bas \| SD Worx \| 2 h 51 min 23 s \| \| 2e \| Annemiek van Vleuten \| Pays-Bas \| Movistar Team \| + 0 s \| \| 3e \| Cecilie Uttrup Ludwig \| Danemark \| FDJ-Nouvelle Aquitaine-Futuroscope \| + 4 s \| \| 4e \| Katarzyna Niewiadoma \| Pologne \| Canyon-SRAM Racing \| + 11 s \| \| 5e \| Pauliena Rooijakkers \| Pays-Bas \| Liv Racing \| + 27 s \| \| 6e \| Arlenis Sierra \| Cuba \| A.R. Monex Women's \| + 49 s \| \| 7e \| Elise Chabbey \| Suisse \| Canyon-SRAM Racing \| + 49 s \| \| 8e \| Erica Magnaldi \| Italie \| Ceratizit-WNT Pro Cycling \| + 49 s \| \| 9e \| Ane Santesteban \| Espagne \| Team BikeExchange \| + 49 s \| \| 10e \| Sabrina Stultiens \| Pays-Bas \| Liv Racing \| + 51 s \| |                       |          |                                    |                 |
| |                       |          |                                    |                 |
| Source : ProCyclingStats |                       |          |                                    |                 |
| Classement général |                       |          |                                    |                 |
| Coureuse | Coureuse              | Pays     | Équipe                             | Temps           |
| 1re | Anna van der Breggen  | Pays-Bas | SD Worx                            | 2 h 51 min 23 s |
| 2e | Annemiek van Vleuten  | Pays-Bas | Movistar Team                      | + 0 s           |
| 3e | Cecilie Uttrup Ludwig | Danemark | FDJ-Nouvelle Aquitaine-Futuroscope | + 4 s           |
| 4e | Katarzyna Niewiadoma  | Pologne  | Canyon-SRAM Racing                 | + 11 s          |
| 5e | Pauliena Rooijakkers  | Pays-Bas | Liv Racing                         | + 27 s          |
| 6e | Arlenis Sierra        | Cuba     | A.R. Monex Women's                 | + 49 s          |
| 7e | Elise Chabbey         | Suisse   | Canyon-SRAM Racing                 | + 49 s          |
| 8e | Erica Magnaldi        | Italie   | Ceratizit-WNT Pro Cycling          | + 49 s          |
| 9e | Ane Santesteban       | Espagne  | Team BikeExchange                  | + 49 s          |
| 10e | Sabrina Stultiens     | Pays-Bas | Liv Racing                         | + 51 s          |

### Points UCI
| Position           | 1er | 2e | 3e | 4e | 5e | 6e | 7e | 8e | 9e | 10e | 11e | 12e | 13e à 15e | 16e à 25e |
| Classement général | 125 | 85 | 70 | 60 | 50 | 40 | 35 | 30 | 25 | 20  | 15  | 10  | 5         | 3         |

## Liste des participantes
| Movistar Team MOV | Movistar Team MOV                  | Movistar Team MOV |
| ----------------- | ---------------------------------- | ----------------- |
| Num               | Coureuse                           | Pos               |
| 1                 | Annemiek van Vleuten (NED) (route) | 2e                |
| 2                 | Alba Teruel (ESP)                  | 77e               |
| 3                 | Jelena Erić (SRB)                  | 28e               |
| 4                 | Sheyla Gutiérrez (ESP)             | AB                |
| 5                 | Paula Patiño (COL)                 | 48e               |
| 6                 | Lourdes Oyarbide (ESP)             | AB                |

| SD Worx SDW | SD Worx SDW                        | SD Worx SDW |
| ----------- | ---------------------------------- | ----------- |
| Num         | Coureuse                           | Pos         |
| 11          | Anna van der Breggen (NED) (route) | 1re         |
| 12          | Demi Vollering (NED)               | 12e         |
| 13          | Elena Cecchini (ITA)               | 76e         |
| 14          | Niamh Fisher-Black (NZL)           | 11e         |
| 16          | Karol-Ann Canuel (CAN)             | 75e         |

| Trek-Segafredo TFS | Trek-Segafredo TFS                 | Trek-Segafredo TFS |
| ------------------ | ---------------------------------- | ------------------ |
| Num                | Coureuse                           | Pos                |
| 21                 | Elynor Bäckstedt (GBR)             | AB                 |
| 22                 | Amalie Dideriksen (DEN)            | 51e                |
| 23                 | Elisa Longo Borghini (ITA) (route) | 37e                |
| 24                 | Shirin van Anrooij (NED)           | 19e                |
| 25                 | Tayler Wiles (USA)                 | 38e                |
| 26                 | Trixi Worrack (GER)                | 57e                |

| Alé BTC Ljubljana ALE | Alé BTC Ljubljana ALE    | Alé BTC Ljubljana ALE |
| --------------------- | ------------------------ | --------------------- |
| Num                   | Coureuse                 | Pos                   |
| 31                    | Marlen Reusser (SUI)     | 16e                   |
| 32                    | Laura Tomasi (ITA)       | 80e                   |
| 33                    | Anastasia Chursina (RUS) | 62e                   |
| 35                    | Tatiana Guderzo (ITA)    | 18e                   |
| 36                    | Sophie Wright (GBR)      | 43e                   |

| Canyon-SRAM Racing CSR | Canyon-SRAM Racing CSR      | Canyon-SRAM Racing CSR |
| ---------------------- | --------------------------- | ---------------------- |
| Num                    | Coureuse                    | Pos                    |
| 41                     | Alice Barnes (GBR)          | AB                     |
| 42                     | Katarzyna Niewiadoma (POL)  | 4e                     |
| 43                     | Hannah Barnes (GBR)         | AB                     |
| 44                     | Elise Chabbey (SUI) (route) | 7e                     |
| 45                     | Mikayla Harvey (NZL)        | AB                     |
| 46                     | Omer Shapira (ISR) (route)  | AB                     |

| FDJ-Nouvelle Aquitaine-Futuroscope FDJ | FDJ-Nouvelle Aquitaine-Futuroscope FDJ | FDJ-Nouvelle Aquitaine-Futuroscope FDJ |
| -------------------------------------- | -------------------------------------- | -------------------------------------- |
| Num                                    | Coureuse                               | Pos                                    |
| 52                                     | Brodie Chapman (AUS)                   | 36e                                    |
| 53                                     | Victorie Guilman (FRA)                 | 65e                                    |
| 54                                     | Marie Le Net (FRA)                     | 45e                                    |
| 55                                     | Cecilie Uttrup Ludwig (DEN)            | 3e                                     |
| 56                                     | Évita Muzic (FRA)                      | 15e                                    |

| Team BikeExchange BEX | Team BikeExchange BEX | Team BikeExchange BEX |
| --------------------- | --------------------- | --------------------- |
| Num                   | Coureuse              | Pos                   |
| 61                    | Amanda Spratt (AUS)   | 14e                   |
| 62                    | Arianna Fidanza (ITA) | 85e                   |
| 63                    | Ane Santesteban (ESP) | 9e                    |
| 64                    | Grace Brown (AUS)     | 27e                   |
| 65                    | Janneke Ensing (NED)  | 68e                   |
| 66                    | Urška Žigart (SLO)    | 35e                   |

| Liv Racing LIV | Liv Racing LIV             | Liv Racing LIV |
| -------------- | -------------------------- | -------------- |
| Num            | Coureuse                   | Pos            |
| 71             | Sofia Bertizzolo (ITA)     | 49e            |
| 72             | Marta Jaskulska (POL)      | 21e            |
| 74             | Soraya Paladin (ITA)       | 17e            |
| 75             | Pauliena Rooijakkers (NED) | 5e             |
| 76             | Sabrina Stultiens (NED)    | 10e            |

| A.R. Monex Women's ASA | A.R. Monex Women's ASA  | A.R. Monex Women's ASA |
| ---------------------- | ----------------------- | ---------------------- |
| Num                    | Coureuse                | Pos                    |
| 81                     | Eider Merino (ESP)      | 13e                    |
| 82                     | Ariadna Gutiérrez (MEX) | 69e                    |
| 83                     | Mariia Miliaeva (RUS)   | AB                     |
| 84                     | Arlenis Sierra (CUB)    | 6e                     |
| 86                     | Andrea Ramírez (MEX)    | 44e                    |

| Arkéa Pro Cycling Team ARK | Arkéa Pro Cycling Team ARK | Arkéa Pro Cycling Team ARK |
| -------------------------- | -------------------------- | -------------------------- |
| Num                        | Coureuse                   | Pos                        |
| 91                         | Pauline Allin (FRA)        | 67e                        |
| 92                         | Léa Curinier (FRA)         | 23e                        |
| 93                         | Greta Richioud (FRA)       | AB                         |
| 94                         | Gladys Verhulst (FRA)      | 22e                        |
| 95                         | Amandine Fouquenet (FRA)   | 66e                        |
| 96                         | Sandra Levenez (FRA)       | 24e                        |

| Bepink BPK | Bepink BPK              | Bepink BPK |
| ---------- | ----------------------- | ---------- |
| Num        | Coureuse                | Pos        |
| 101        | Silvia Zanardi (ITA)    | 58e        |
| 102        | Matilde Vitillo (ITA)   | 39e        |
| 103        | Vania Canvelli (ITA)    | AB         |
| 104        | Nora Jenčušová (SVK)    | AB         |
| 105        | Nadia Quagliotto (ITA)  | 56e        |
| 106        | Michaela Drummond (NZL) | 40e        |

| Bizkaia-Durango BDP | Bizkaia-Durango BDP          | Bizkaia-Durango BDP |
| ------------------- | ---------------------------- | ------------------- |
| Num                 | Coureuse                     | Pos                 |
| 111                 | Amaia Lartitegi (ESP)        | 89e                 |
| 112                 | Lucía González (ESP)         | 41e                 |
| 113                 | Lydia Iglesias (ESP)         | AB                  |
| 114                 | Ariana Gilabert (ESP)        | 88e                 |
| 115                 | Mercedes Carmona Ramos (ESP) | AB                  |
| 116                 | Elizabeth Holden (GBR)       | 46e                 |

| Ceratizit-WNT Pro Cycling WNT | Ceratizit-WNT Pro Cycling WNT | Ceratizit-WNT Pro Cycling WNT |
| ----------------------------- | ----------------------------- | ----------------------------- |
| Num                           | Coureuse                      | Pos                           |
| 121                           | Erica Magnaldi (ITA)          | 8e                            |
| 122                           | Marta Lach (POL) (route)      | 59e                           |
| 123                           | Kathrin Hammes (GER)          | 74e                           |
| 124                           | Laura Asencio (FRA)           | AB                            |
| 126                           | Lara Vieceli (ITA)            | AB                            |

| Cogeas-Mettler-Look Pro Cycling Team CGS | Cogeas-Mettler-Look Pro Cycling Team CGS | Cogeas-Mettler-Look Pro Cycling Team CGS |
| ---------------------------------------- | ---------------------------------------- | ---------------------------------------- |
| Num                                      | Coureuse                                 | Pos                                      |
| 131                                      | Aigul Gareeva (RUS)                      | 83e                                      |
| 132                                      | Tamara Dronova (RUS)                     | 31e                                      |
| 134                                      | Gulnaz Khatuntseva (RUS)                 | AB                                       |
| 135                                      | Olga Zabelinskaïa (UZB)                  | AB                                       |
| 136                                      | Petra Stiasny (SUI)                      | AB                                       |

| Doltcini-Van Eyck-Proximus DVE | Doltcini-Van Eyck-Proximus DVE | Doltcini-Van Eyck-Proximus DVE |
| ------------------------------ | ------------------------------ | ------------------------------ |
| Num                            | Coureuse                       | Pos                            |
| 141                            | Christina Schweinberger (AUT)  | 30e                            |
| 142                            | Amber Aernouts (NED)           | 87e                            |
| 143                            | Minke Bakker (NED)             | AB                             |
| 144                            | Olha Kulynych (UKR)            | 64e                            |
| 146                            | Nicole Steigenga (NED)         | 47e                            |

| Eneicat-RBH EIC | Eneicat-RBH EIC     | Eneicat-RBH EIC |
| --------------- | ------------------- | --------------- |
| Num             | Coureuse            | Pos             |
| 151             | Ziortza Isasi (ESP) | AB              |
| 152             | Anna Baidak (RUS)   | AB              |
| 153             | Varvara Fasoi (GRE) | AB              |
| 155             | Maria Tobias (MEX)  | AB              |

| Instafund Racing ILP | Instafund Racing ILP      | Instafund Racing ILP |
| -------------------- | ------------------------- | -------------------- |
| Num                  | Coureuse                  | Pos                  |
| 161                  | Rotem Gafinovitz (ISR)    | 55e                  |
| 162                  | Vera Looser (NAM) (route) | 70e                  |
| 163                  | Caroline Baur (SUI)       | AB                   |
| 165                  | Rachel Langdon (GBR)      | AB                   |
| 166                  | Isabella Bertold (CAN)    | AB                   |

| Laboral Kutxa-Fundación Euskadi LKF | Laboral Kutxa-Fundación Euskadi LKF | Laboral Kutxa-Fundación Euskadi LKF |
| ----------------------------------- | ----------------------------------- | ----------------------------------- |
| Num                                 | Coureuse                            | Pos                                 |
| 171                                 | Irantzu Beloki (ESP)                | AB                                  |
| 172                                 | Elena Cuenca (ESP)                  | AB                                  |
| 173                                 | Usoa Ostolaza (ESP)                 | 60e                                 |
| 174                                 | Idoia Eraso (ESP)                   | 53e                                 |
| 175                                 | Ainhize Barrainkua (ESP)            | AB                                  |
| 176                                 | Garazi Estevez (ESP)                | AB                                  |

| GT Krush Tunap BPC | GT Krush Tunap BPC       | GT Krush Tunap BPC |
| ------------------ | ------------------------ | ------------------ |
| Num                | Coureuse                 | Pos                |
| 181                | Nathalie Eklund (SWE)    | 42e                |
| 182                | Clara Lundmark (SWE)     | AB                 |
| 183                | Marissa Baks (NED)       | 61e                |
| 184                | Henrietta Colborne (GBR) | AB                 |
| 185                | Inez Beijer (NED)        | AB                 |
| 186                | Nienke Wasmus (NED)      | AB                 |

| Macogep Tornatech MTG | Macogep Tornatech MTG   | Macogep Tornatech MTG |
| --------------------- | ----------------------- | --------------------- |
| Num                   | Coureuse                | Pos                   |
| 191                   | Luce Bourbeau (CAN)     | AB                    |
| 192                   | Kerry Jonker (RSA)      | AB                    |
| 193                   | Callie Swan (CAN)       | AB                    |
| 194                   | Balladyne Tritsch (FRA) | 73e                   |
| 195                   | Lucie Liboreau (FRA)    | AB                    |

| Rally Cycling RLW | Rally Cycling RLW             | Rally Cycling RLW |
| ----------------- | ----------------------------- | ----------------- |
| Num               | Coureuse                      | Pos               |
| 201               | Clara Koppenburg (GER)        | 26e               |
| 202               | Kristabel Doebel-Hickok (USA) | 32e               |
| 203               | Sara Poidevin (CAN)           | AB                |
| 205               | Heidi Franz (USA)             | AB                |

| Río Miera-Cantabria Deporte RMC | Río Miera-Cantabria Deporte RMC | Río Miera-Cantabria Deporte RMC |
| ------------------------------- | ------------------------------- | ------------------------------- |
| Num                             | Coureuse                        | Pos                             |
| 211                             | Fie Østerby                     | AB                              |
| 212                             | Elisabet Escursell Valero (ESP) | 84e                             |
| 213                             | Susana Perez (ESP)              | AB                              |
| 214                             | Eva Anguela (ESP)               | AB                              |
| 215                             | Aida Nuño Palacio (ESP)         | AB                              |
| 216                             | Alba Leonardo (ESP)             | AB                              |

| Sopela Women's Team SWT | Sopela Women's Team SWT        | Sopela Women's Team SWT |
| ----------------------- | ------------------------------ | ----------------------- |
| Num                     | Coureuse                       | Pos                     |
| 221                     | Naia Amondarain Gazañaga (ESP) | AB                      |
| 222                     | Carla Pruñonosa (ESP)          | AB                      |
| 223                     | Emma Ortiz (ESP)               | AB                      |
| 225                     | Maria Gomez Ijalba (ESP)       | AB                      |
| 226                     | Claire Steels (GBR)            | 82e                     |

| Stade Rochelais Charente-Maritime CMW | Stade Rochelais Charente-Maritime CMW | Stade Rochelais Charente-Maritime CMW |
| ------------------------------------- | ------------------------------------- | ------------------------------------- |
| Num                                   | Coureuse                              | Pos                                   |
| 231                                   | Annabel Fisher (GBR)                  | AB                                    |
| 232                                   | Manon Souyris (FRA)                   | 54e                                   |
| 233                                   | Noemi Rüegg (SUI)                     | 63e                                   |
| 234                                   | India Grangier (FRA)                  | 52e                                   |
| 235                                   | Melanie Maurer (SUI)                  | AB                                    |
| 236                                   | Séverine Eraud (FRA)                  | AB                                    |

| Farto-BTC FAR | Farto-BTC FAR                | Farto-BTC FAR |
| ------------- | ---------------------------- | ------------- |
| Num           | Coureuse                     | Pos           |
| 241           | Agnieta Francke (NED)        | 72e           |
| 242           | Enara López Gallastegi (ESP) | AB            |
| 243           | Carla Fernandez Torres (ESP) | AB            |
| 244           | Liliana Jesus (POR)          | AB            |
| 245           | Melissa Maia (POR) (route)   | AB            |
| 246           | Sandra Moral (ESP)           | AB            |

| Top Girls Fassa Bortolo TOP | Top Girls Fassa Bortolo TOP | Top Girls Fassa Bortolo TOP |
| --------------------------- | --------------------------- | --------------------------- |
| Num                         | Coureuse                    | Pos                         |
| 251                         | Michela Balducci (ITA)      | AB                          |
| 252                         | Giorgia Bariani (ITA)       | 79e                         |
| 253                         | Giorgia Vettorello (ITA)    | AB                          |
| 254                         | Greta Marturano (ITA)       | AB                          |
| 255                         | Gaia Masetti (ITA)          | AB                          |
| 256                         | Debora Silvestri (ITA)      | 20e                         |

| Valcar-Travel & Service VAL | Valcar-Travel & Service VAL | Valcar-Travel & Service VAL |
| --------------------------- | --------------------------- | --------------------------- |
| Num                         | Coureuse                    | Pos                         |
| 261                         | Ilaria Sanguineti (ITA)     | 71e                         |
| 262                         | Elena Pirrone (ITA)         | 50e                         |
| 263                         | Federica Piergiovanni (ITA) | 29e                         |
| 264                         | Barbara Malcotti (ITA)      | 25e                         |
| 265                         | Silvia Magri (ITA)          | AB                          |
| 266                         | Margaux Vigié (FRA)         | AB                          |

| Centre mondial du cyclisme WCC | Centre mondial du cyclisme WCC | Centre mondial du cyclisme WCC |
| ------------------------------ | ------------------------------ | ------------------------------ |
| Num                            | Coureuse                       | Pos                            |
| 271                            | Alessia Vigilia (ITA)          | 86e                            |
| 272                            | Ántri Christofórou (CYP)       | 81e                            |
| 273                            | Luciana Roland (ARG)           | AB                             |
| 274                            | Sara Cueto (ESP)               | AB                             |
| 275                            | Małgorzata Jasińska (POL)      | 78e                            |

| Chili CHI | Chili CHI        | Chili CHI |
| --------- | ---------------- | --------- |
| Num       | Coureuse         | Pos       |
| 281       | Aranza Villalón  | 34e       |
| 282       | Paola Muñoz      | AB        |
| 283       | Karla Vallejos   | AB        |
| 284       | Paula Villalón   | AB        |
| 285       | Daniela Guajardo | AB        |
| 286       | Catalina Soto    | 33e       |

| Movistar Team MOV | Movistar Team MOV                  | Movistar Team MOV |
| ----------------- | ---------------------------------- | ----------------- |
| Num               | Coureuse                           | Pos               |
| 1                 | Annemiek van Vleuten (NED) (route) | 2e                |
| 2                 | Alba Teruel (ESP)                  | 77e               |
| 3                 | Jelena Erić (SRB)                  | 28e               |
| 4                 | Sheyla Gutiérrez (ESP)             | AB                |
| 5                 | Paula Patiño (COL)                 | 48e               |
| 6                 | Lourdes Oyarbide (ESP)             | AB                |

| SD Worx SDW | SD Worx SDW                        | SD Worx SDW |
| ----------- | ---------------------------------- | ----------- |
| Num         | Coureuse                           | Pos         |
| 11          | Anna van der Breggen (NED) (route) | 1re         |
| 12          | Demi Vollering (NED)               | 12e         |
| 13          | Elena Cecchini (ITA)               | 76e         |
| 14          | Niamh Fisher-Black (NZL)           | 11e         |
| 16          | Karol-Ann Canuel (CAN)             | 75e         |

| Trek-Segafredo TFS | Trek-Segafredo TFS                 | Trek-Segafredo TFS |
| ------------------ | ---------------------------------- | ------------------ |
| Num                | Coureuse                           | Pos                |
| 21                 | Elynor Bäckstedt (GBR)             | AB                 |
| 22                 | Amalie Dideriksen (DEN)            | 51e                |
| 23                 | Elisa Longo Borghini (ITA) (route) | 37e                |
| 24                 | Shirin van Anrooij (NED)           | 19e                |
| 25                 | Tayler Wiles (USA)                 | 38e                |
| 26                 | Trixi Worrack (GER)                | 57e                |

| Alé BTC Ljubljana ALE | Alé BTC Ljubljana ALE    | Alé BTC Ljubljana ALE |
| --------------------- | ------------------------ | --------------------- |
| Num                   | Coureuse                 | Pos                   |
| 31                    | Marlen Reusser (SUI)     | 16e                   |
| 32                    | Laura Tomasi (ITA)       | 80e                   |
| 33                    | Anastasia Chursina (RUS) | 62e                   |
| 35                    | Tatiana Guderzo (ITA)    | 18e                   |
| 36                    | Sophie Wright (GBR)      | 43e                   |

| Canyon-SRAM Racing CSR | Canyon-SRAM Racing CSR      | Canyon-SRAM Racing CSR |
| ---------------------- | --------------------------- | ---------------------- |
| Num                    | Coureuse                    | Pos                    |
| 41                     | Alice Barnes (GBR)          | AB                     |
| 42                     | Katarzyna Niewiadoma (POL)  | 4e                     |
| 43                     | Hannah Barnes (GBR)         | AB                     |
| 44                     | Elise Chabbey (SUI) (route) | 7e                     |
| 45                     | Mikayla Harvey (NZL)        | AB                     |
| 46                     | Omer Shapira (ISR) (route)  | AB                     |

| FDJ-Nouvelle Aquitaine-Futuroscope FDJ | FDJ-Nouvelle Aquitaine-Futuroscope FDJ | FDJ-Nouvelle Aquitaine-Futuroscope FDJ |
| -------------------------------------- | -------------------------------------- | -------------------------------------- |
| Num                                    | Coureuse                               | Pos                                    |
| 52                                     | Brodie Chapman (AUS)                   | 36e                                    |
| 53                                     | Victorie Guilman (FRA)                 | 65e                                    |
| 54                                     | Marie Le Net (FRA)                     | 45e                                    |
| 55                                     | Cecilie Uttrup Ludwig (DEN)            | 3e                                     |
| 56                                     | Évita Muzic (FRA)                      | 15e                                    |

| Team BikeExchange BEX | Team BikeExchange BEX | Team BikeExchange BEX |
| --------------------- | --------------------- | --------------------- |
| Num                   | Coureuse              | Pos                   |
| 61                    | Amanda Spratt (AUS)   | 14e                   |
| 62                    | Arianna Fidanza (ITA) | 85e                   |
| 63                    | Ane Santesteban (ESP) | 9e                    |
| 64                    | Grace Brown (AUS)     | 27e                   |
| 65                    | Janneke Ensing (NED)  | 68e                   |
| 66                    | Urška Žigart (SLO)    | 35e                   |

| Liv Racing LIV | Liv Racing LIV             | Liv Racing LIV |
| -------------- | -------------------------- | -------------- |
| Num            | Coureuse                   | Pos            |
| 71             | Sofia Bertizzolo (ITA)     | 49e            |
| 72             | Marta Jaskulska (POL)      | 21e            |
| 74             | Soraya Paladin (ITA)       | 17e            |
| 75             | Pauliena Rooijakkers (NED) | 5e             |
| 76             | Sabrina Stultiens (NED)    | 10e            |

| A.R. Monex Women's ASA | A.R. Monex Women's ASA  | A.R. Monex Women's ASA |
| ---------------------- | ----------------------- | ---------------------- |
| Num                    | Coureuse                | Pos                    |
| 81                     | Eider Merino (ESP)      | 13e                    |
| 82                     | Ariadna Gutiérrez (MEX) | 69e                    |
| 83                     | Mariia Miliaeva (RUS)   | AB                     |
| 84                     | Arlenis Sierra (CUB)    | 6e                     |
| 86                     | Andrea Ramírez (MEX)    | 44e                    |

| Arkéa Pro Cycling Team ARK | Arkéa Pro Cycling Team ARK | Arkéa Pro Cycling Team ARK |
| -------------------------- | -------------------------- | -------------------------- |
| Num                        | Coureuse                   | Pos                        |
| 91                         | Pauline Allin (FRA)        | 67e                        |
| 92                         | Léa Curinier (FRA)         | 23e                        |
| 93                         | Greta Richioud (FRA)       | AB                         |
| 94                         | Gladys Verhulst (FRA)      | 22e                        |
| 95                         | Amandine Fouquenet (FRA)   | 66e                        |
| 96                         | Sandra Levenez (FRA)       | 24e                        |

| Bepink BPK | Bepink BPK              | Bepink BPK |
| ---------- | ----------------------- | ---------- |
| Num        | Coureuse                | Pos        |
| 101        | Silvia Zanardi (ITA)    | 58e        |
| 102        | Matilde Vitillo (ITA)   | 39e        |
| 103        | Vania Canvelli (ITA)    | AB         |
| 104        | Nora Jenčušová (SVK)    | AB         |
| 105        | Nadia Quagliotto (ITA)  | 56e        |
| 106        | Michaela Drummond (NZL) | 40e        |

| Bizkaia-Durango BDP | Bizkaia-Durango BDP          | Bizkaia-Durango BDP |
| ------------------- | ---------------------------- | ------------------- |
| Num                 | Coureuse                     | Pos                 |
| 111                 | Amaia Lartitegi (ESP)        | 89e                 |
| 112                 | Lucía González (ESP)         | 41e                 |
| 113                 | Lydia Iglesias (ESP)         | AB                  |
| 114                 | Ariana Gilabert (ESP)        | 88e                 |
| 115                 | Mercedes Carmona Ramos (ESP) | AB                  |
| 116                 | Elizabeth Holden (GBR)       | 46e                 |

| Ceratizit-WNT Pro Cycling WNT | Ceratizit-WNT Pro Cycling WNT | Ceratizit-WNT Pro Cycling WNT |
| ----------------------------- | ----------------------------- | ----------------------------- |
| Num                           | Coureuse                      | Pos                           |
| 121                           | Erica Magnaldi (ITA)          | 8e                            |
| 122                           | Marta Lach (POL) (route)      | 59e                           |
| 123                           | Kathrin Hammes (GER)          | 74e                           |
| 124                           | Laura Asencio (FRA)           | AB                            |
| 126                           | Lara Vieceli (ITA)            | AB                            |

| Cogeas-Mettler-Look Pro Cycling Team CGS | Cogeas-Mettler-Look Pro Cycling Team CGS | Cogeas-Mettler-Look Pro Cycling Team CGS |
| ---------------------------------------- | ---------------------------------------- | ---------------------------------------- |
| Num                                      | Coureuse                                 | Pos                                      |
| 131                                      | Aigul Gareeva (RUS)                      | 83e                                      |
| 132                                      | Tamara Dronova (RUS)                     | 31e                                      |
| 134                                      | Gulnaz Khatuntseva (RUS)                 | AB                                       |
| 135                                      | Olga Zabelinskaïa (UZB)                  | AB                                       |
| 136                                      | Petra Stiasny (SUI)                      | AB                                       |

| Doltcini-Van Eyck-Proximus DVE | Doltcini-Van Eyck-Proximus DVE | Doltcini-Van Eyck-Proximus DVE |
| ------------------------------ | ------------------------------ | ------------------------------ |
| Num                            | Coureuse                       | Pos                            |
| 141                            | Christina Schweinberger (AUT)  | 30e                            |
| 142                            | Amber Aernouts (NED)           | 87e                            |
| 143                            | Minke Bakker (NED)             | AB                             |
| 144                            | Olha Kulynych (UKR)            | 64e                            |
| 146                            | Nicole Steigenga (NED)         | 47e                            |

| Eneicat-RBH EIC | Eneicat-RBH EIC     | Eneicat-RBH EIC |
| --------------- | ------------------- | --------------- |
| Num             | Coureuse            | Pos             |
| 151             | Ziortza Isasi (ESP) | AB              |
| 152             | Anna Baidak (RUS)   | AB              |
| 153             | Varvara Fasoi (GRE) | AB              |
| 155             | Maria Tobias (MEX)  | AB              |

| Instafund Racing ILP | Instafund Racing ILP      | Instafund Racing ILP |
| -------------------- | ------------------------- | -------------------- |
| Num                  | Coureuse                  | Pos                  |
| 161                  | Rotem Gafinovitz (ISR)    | 55e                  |
| 162                  | Vera Looser (NAM) (route) | 70e                  |
| 163                  | Caroline Baur (SUI)       | AB                   |
| 165                  | Rachel Langdon (GBR)      | AB                   |
| 166                  | Isabella Bertold (CAN)    | AB                   |

| Laboral Kutxa-Fundación Euskadi LKF | Laboral Kutxa-Fundación Euskadi LKF | Laboral Kutxa-Fundación Euskadi LKF |
| ----------------------------------- | ----------------------------------- | ----------------------------------- |
| Num                                 | Coureuse                            | Pos                                 |
| 171                                 | Irantzu Beloki (ESP)                | AB                                  |
| 172                                 | Elena Cuenca (ESP)                  | AB                                  |
| 173                                 | Usoa Ostolaza (ESP)                 | 60e                                 |
| 174                                 | Idoia Eraso (ESP)                   | 53e                                 |
| 175                                 | Ainhize Barrainkua (ESP)            | AB                                  |
| 176                                 | Garazi Estevez (ESP)                | AB                                  |

| GT Krush Tunap BPC | GT Krush Tunap BPC       | GT Krush Tunap BPC |
| ------------------ | ------------------------ | ------------------ |
| Num                | Coureuse                 | Pos                |
| 181                | Nathalie Eklund (SWE)    | 42e                |
| 182                | Clara Lundmark (SWE)     | AB                 |
| 183                | Marissa Baks (NED)       | 61e                |
| 184                | Henrietta Colborne (GBR) | AB                 |
| 185                | Inez Beijer (NED)        | AB                 |
| 186                | Nienke Wasmus (NED)      | AB                 |

| Macogep Tornatech MTG | Macogep Tornatech MTG   | Macogep Tornatech MTG |
| --------------------- | ----------------------- | --------------------- |
| Num                   | Coureuse                | Pos                   |
| 191                   | Luce Bourbeau (CAN)     | AB                    |
| 192                   | Kerry Jonker (RSA)      | AB                    |
| 193                   | Callie Swan (CAN)       | AB                    |
| 194                   | Balladyne Tritsch (FRA) | 73e                   |
| 195                   | Lucie Liboreau (FRA)    | AB                    |

| Rally Cycling RLW | Rally Cycling RLW             | Rally Cycling RLW |
| ----------------- | ----------------------------- | ----------------- |
| Num               | Coureuse                      | Pos               |
| 201               | Clara Koppenburg (GER)        | 26e               |
| 202               | Kristabel Doebel-Hickok (USA) | 32e               |
| 203               | Sara Poidevin (CAN)           | AB                |
| 205               | Heidi Franz (USA)             | AB                |

| Río Miera-Cantabria Deporte RMC | Río Miera-Cantabria Deporte RMC | Río Miera-Cantabria Deporte RMC |
| ------------------------------- | ------------------------------- | ------------------------------- |
| Num                             | Coureuse                        | Pos                             |
| 211                             | Fie Østerby                     | AB                              |
| 212                             | Elisabet Escursell Valero (ESP) | 84e                             |
| 213                             | Susana Perez (ESP)              | AB                              |
| 214                             | Eva Anguela (ESP)               | AB                              |
| 215                             | Aida Nuño Palacio (ESP)         | AB                              |
| 216                             | Alba Leonardo (ESP)             | AB                              |

| Sopela Women's Team SWT | Sopela Women's Team SWT        | Sopela Women's Team SWT |
| ----------------------- | ------------------------------ | ----------------------- |
| Num                     | Coureuse                       | Pos                     |
| 221                     | Naia Amondarain Gazañaga (ESP) | AB                      |
| 222                     | Carla Pruñonosa (ESP)          | AB                      |
| 223                     | Emma Ortiz (ESP)               | AB                      |
| 225                     | Maria Gomez Ijalba (ESP)       | AB                      |
| 226                     | Claire Steels (GBR)            | 82e                     |

| Stade Rochelais Charente-Maritime CMW | Stade Rochelais Charente-Maritime CMW | Stade Rochelais Charente-Maritime CMW |
| ------------------------------------- | ------------------------------------- | ------------------------------------- |
| Num                                   | Coureuse                              | Pos                                   |
| 231                                   | Annabel Fisher (GBR)                  | AB                                    |
| 232                                   | Manon Souyris (FRA)                   | 54e                                   |
| 233                                   | Noemi Rüegg (SUI)                     | 63e                                   |
| 234                                   | India Grangier (FRA)                  | 52e                                   |
| 235                                   | Melanie Maurer (SUI)                  | AB                                    |
| 236                                   | Séverine Eraud (FRA)                  | AB                                    |

| Farto-BTC FAR | Farto-BTC FAR                | Farto-BTC FAR |
| ------------- | ---------------------------- | ------------- |
| Num           | Coureuse                     | Pos           |
| 241           | Agnieta Francke (NED)        | 72e           |
| 242           | Enara López Gallastegi (ESP) | AB            |
| 243           | Carla Fernandez Torres (ESP) | AB            |
| 244           | Liliana Jesus (POR)          | AB            |
| 245           | Melissa Maia (POR) (route)   | AB            |
| 246           | Sandra Moral (ESP)           | AB            |

| Top Girls Fassa Bortolo TOP | Top Girls Fassa Bortolo TOP | Top Girls Fassa Bortolo TOP |
| --------------------------- | --------------------------- | --------------------------- |
| Num                         | Coureuse                    | Pos                         |
| 251                         | Michela Balducci (ITA)      | AB                          |
| 252                         | Giorgia Bariani (ITA)       | 79e                         |
| 253                         | Giorgia Vettorello (ITA)    | AB                          |
| 254                         | Greta Marturano (ITA)       | AB                          |
| 255                         | Gaia Masetti (ITA)          | AB                          |
| 256                         | Debora Silvestri (ITA)      | 20e                         |

| Valcar-Travel & Service VAL | Valcar-Travel & Service VAL | Valcar-Travel & Service VAL |
| --------------------------- | --------------------------- | --------------------------- |
| Num                         | Coureuse                    | Pos                         |
| 261                         | Ilaria Sanguineti (ITA)     | 71e                         |
| 262                         | Elena Pirrone (ITA)         | 50e                         |
| 263                         | Federica Piergiovanni (ITA) | 29e                         |
| 264                         | Barbara Malcotti (ITA)      | 25e                         |
| 265                         | Silvia Magri (ITA)          | AB                          |
| 266                         | Margaux Vigié (FRA)         | AB                          |

| Centre mondial du cyclisme WCC | Centre mondial du cyclisme WCC | Centre mondial du cyclisme WCC |
| ------------------------------ | ------------------------------ | ------------------------------ |
| Num                            | Coureuse                       | Pos                            |
| 271                            | Alessia Vigilia (ITA)          | 86e                            |
| 272                            | Ántri Christofórou (CYP)       | 81e                            |
| 273                            | Luciana Roland (ARG)           | AB                             |
| 274                            | Sara Cueto (ESP)               | AB                             |
| 275                            | Małgorzata Jasińska (POL)      | 78e                            |

| Chili CHI | Chili CHI        | Chili CHI |
| --------- | ---------------- | --------- |
| Num       | Coureuse         | Pos       |
| 281       | Aranza Villalón  | 34e       |
| 282       | Paola Muñoz      | AB        |
| 283       | Karla Vallejos   | AB        |
| 284       | Paula Villalón   | AB        |
| 285       | Daniela Guajardo | AB        |
| 286       | Catalina Soto    | 33e       |